# حامد هذال
حامد هذال الشمري لاعب كرة قدم سعودي يلعب حالياً في نادي النجم الأزرق.
لعب في نادي الباطن ونادي الجبلين ونادي التضامن ونادي اللواء ونادي قرية العليا ونادي القلعة ونادي جبة ونادي النجم الأزرق.